# Gare de Saint-Médard-de-Guizières
Pour les articles homonymes, voir Gare de Saint-Médard.
La gare de Saint-Médard-de-Guizières est une gare ferroviaire française de la ligne de Coutras à Tulle, située sur le territoire de la commune de Saint-Médard-de-Guizières, dans le département de la Gironde en région Nouvelle-Aquitaine.
C'est une halte ferroviaire de la Société nationale des chemins de fer français (SNCF), desservie par des trains TER Nouvelle-Aquitaine.

## Situation ferroviaire
Établie à 18 m d'altitude, la gare de Saint-Médard-de-Guizières est située au point kilométrique (PK) 7,735 de la ligne de Coutras à Tulle, entre les gares de Coutras et de Saint-Seurin-sur-l'Isle.

## Histoire

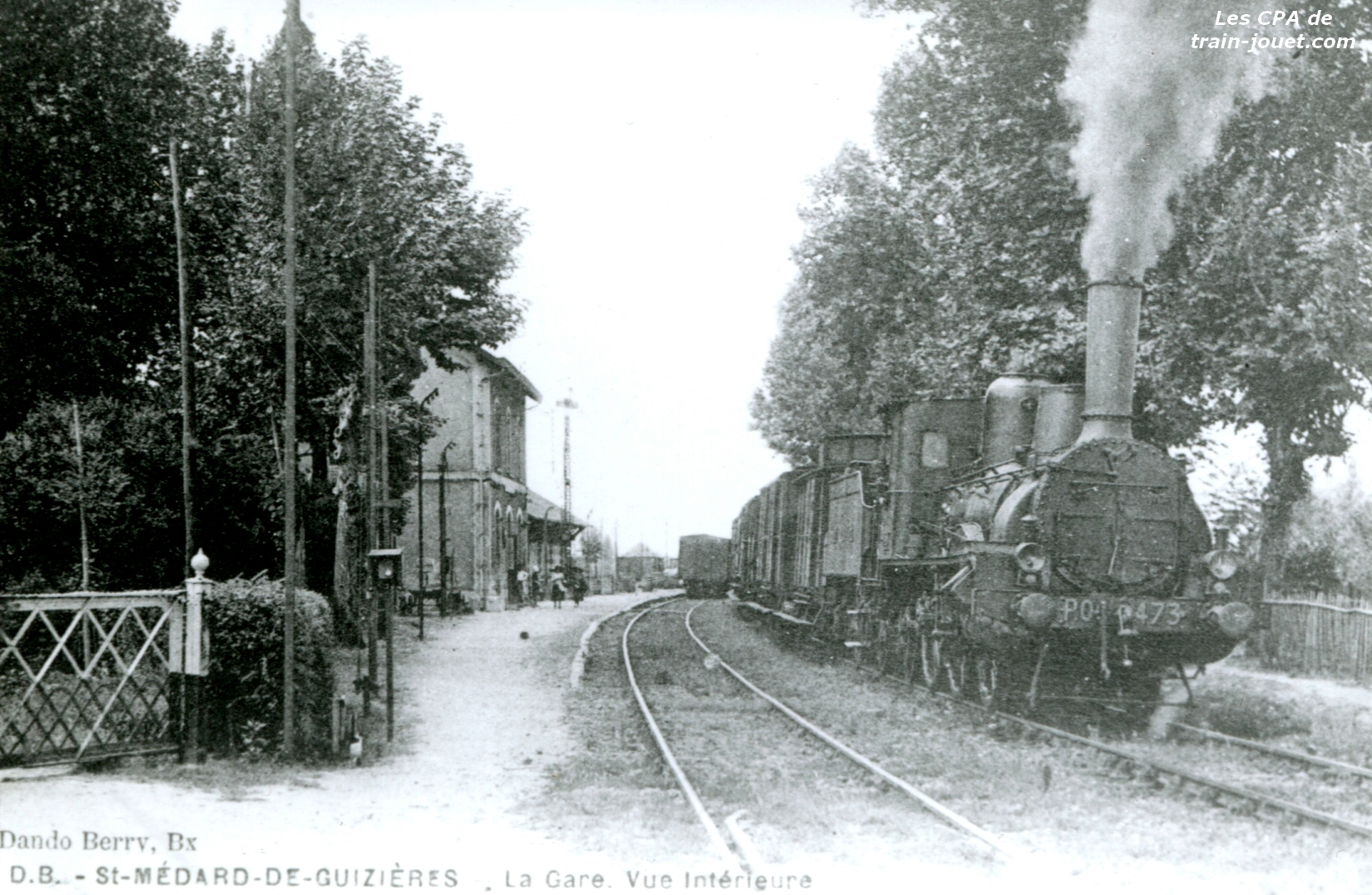
La gare au début du XXe siècle

## Fréquentation
De 2015 à 2023, selon les estimations de la SNCF, la fréquentation annuelle de la gare s'élève aux nombres indiqués dans le tableau ci-dessous.
| Année           | 2015   | 2016   | 2017   | 2018   | 2019   | 2020   | 2021   | 2022   | 2023   |
| --------------- | ------ | ------ | ------ | ------ | ------ | ------ | ------ | ------ | ------ |
| Voyageurs seuls | 31 399 | 36 113 | 41 114 | 36 412 | 38 870 | 32 864 | 48 929 | 62 050 | 67 583 |

## Service des voyageurs

### Accueil
Halte SNCF, c'est un point d'arrêt non géré (PANG) à entrée libre.

### Desserte
Saint-Médard-de-Guizières est desservie par des trains TER Nouvelle-Aquitaine qui effectuent des missions entre les gares de Bordeaux-Saint-Jean et Périgueux.

### Intermodalité
Un parking pour les véhicules y est aménagé.